# Efesos
Efesos var en rig oldtidsby af stor religiøs og handelsmæssig betydning på Lilleasiens vestkyst næsten ud for øen Samos. Byen var anlagt ved foden af og på skråningerne af flere høje, hvoraf de vigtigste var Pion og Koressos. Den lå på den vigtigste handelsrute mellem Rom og Orienten, der gik langs floden Kaystros. Den lå ved flodens munding med adgang til Hermosbækkenet (Gediz) mod nord og Maiandrosbækkenet (Büyükmenderes) mod syd. Det gjorde den til et lilleasiatisk knudepunkt, som med veje var forbundet med de vigtigste byer i provinsen Asien.
På grundlag af den romerske forfatter Plinius den Ældre og den græske geograf Strabons værker (1. århundrede e.Kr.) har man ment, at det Ægæiske hav engang gik helt ind til Efesos, men at kystlinjen gradvis har flyttet sig, da byens ruiner nu ligger flere kilometer inde i landet. Ved sine udgravninger i Efesos kom englænderen J. T. Wood til den konklusion, at byen i antikken lå 6,5 km fra havet. Hvis det er sandt, må skibene på Paulus' tid være sejlet ind ad flodmundingen til en kunstig havn, der hele tiden måtte renses op for at holdes sejlbar. I århundredernes løb er havnen og flodmundingen fyldt med dynd fra floden.

## Artemistemplet
Byens prægtigste bygningsværk var Artemistemplet, som i oldtiden blev regnet for et af verdens syv underværker. Det tempel som apostlen Paulus så, da han besøgte Efesos i det 1. århundrede, var opført efter samme plan og på samme sted som et jonisk tempel, som skal være stukket i brand af Herostratos i 356 f.Kr.
At dømme efter udgravninger i sidste halvdel af det 19. århundrede stod templet på en platform, der var ca. 127 m lang og 73 m bred. Selve templet målte omkring 105×50 m. Der var 100 marmorsøjler ca. 17 m høje. Ved foden var søjlerne 1,8 m i diameter, og nogle af dem var prydet med relieffer op til ca. 6 m. Den indre helligdom målte omkring 32×21 m og rummede et alter, der var ca. 6 m på hver led. Artemisbilledet stod muligvis lige bag dette alter.
Rester af templet tyder på, at det var udsmykket med prægtige farver og skulpturer. Taget bestod af store hvide marmorfliser. Det siges, at der blev benyttet guld i stedet for mørtel til sammenføjningen af marmorblokkene.

## Stadion og teater
Omkring 1,5 km sydvest for Artemistemplet lå et stadion, som var genopbygget under Nero (år 54-68e.Kr.). Her blev der øjensynligt udkæmpet sportskampe og muligvis også gladiatorkampe. Hvis apostlen Pauli ord i 1 Korintherbrevet 15:32 om, at han havde kæmpet mod vilde dyr i Efesos, skal forstås bogstaveligt, var det måske på dette stadion.
Knap 800 m syd for dette stadion lå det teater, hvor en folkemængde lavede optøjer på foranledning af sølvsmeden Demetrius. (Apg 19:23-41) Det var anlagt i en hulning ved foden af Pionhøjen. Dets facade var udsmykket med søjler, nicher og smukke statuer. Marmorbænkene stod i en halvcirkel med 66 rækker, og det anslås, at der var plads til 25.000 tilskuere. Akustikken var fremragende. I dag kan man på de øverste tilskuerrækker høre alt, hvad der siges med lav stemme nede på scenen.
Fra teatret førte en bred, marmorbelagt gade direkte ned til havnen. Den var omkring 500 m lang og næsten 11 m bred og var på hver side flankeret af 4,5 m dybe søjlegange, bag hvilke der lå butikker og andre bygninger. I hver ende af gaden lå en imponerende portbygning.

## Historie

### Efesos i antikken
I antikken var Efesos en by ved floden Kaystros' udmunding (det nuværende Küçük Menderes); men i dag ligger byen ca. 10 km fra kysten ved Selçuk. Ifølge oldtidens legender blev byen grundlagt 1100 f.Kr. af kong Androklos fra Athen, men i dag mener man, at byen var en græsk koloni fra omkring 600 f.Kr.. Da grækerne etablerede sig i Efesos, mødte de en lokalbefolkning, der tilbad en modergudinde, Kybele. Hun smeltede siden sammen med grækernes egen frugtbarhedsgudinde, Artemis, og kaldtes Artemis fra Efesos.
Kong Kroisos genopførte og udvidede byen omkring 560 f.Kr.. Han påbegyndte også arbejdet med det gigantiske Artemistempel. Templet stod færdigt omkring 100 år senere. Det målte 55 x 115 m ved soklen og kan have haft 127 søjler. Templet blev ødelagt første gang 356 f.Kr. af Herostratos, men det blev bygget op igen. Det nye tempel var færdigt 100 år senere, og det blev stående til 263 e.Kr., hvor det blev ødelagt af invaderende goter. Templet blev genopbygget 3. gang, men nu havde kristendommen fået fodfæste i byen. Da Konstantinopel overtog pladsen som kirkens centrum, blev templets marmor brugt til at bygge katedraler.
Efesos blev en del af Romerriget fra omkring 133 f.Kr., og byens betydning voksede med sin strategiske beliggenhed som port til Lilleasien og havneby med forbindelse til hele Middelhavet. Udover Artemistemplet blev byen berømt for sit bibliotek og teater – det største i den antikke verden – med plads til 25.000 tilskuere.

### Det kristne Efesos
Flere af apostelen Paulus' første gerninger, som er nævnt i Bibelen, fandt sted i Efesos, ligesom han også skrev et brev til den kristne menighed i byen (senere skrev også kirkefaderen Ignatius et brev dertil). Apostelen Johannes' betydning i byen ses også ved Johanneskirken, som blev opført i 500-tallet.
Efesos nævnes første gang som stedet for jomfru Marias himmelfart af pave Celestin I i 400-tallet. Men det var først i forbindelse med den tyske nonne Katharina Emmerichs visioner i begyndelsen af 1800-tallet og den katolske ekspedition i slutningen af 1800-tallet, at Marias kapel, Panaya Kapula («Jomfruens port»), blev opdaget af omverdenen. Da fejrede de lokale ortodokse kristne Marias død og himmelfart årligt ved kapellet i lang tid. Det er i dag kendt som Meryem Ana og er et betydningsfuldt valfartssted.

## Nuværende Efesos
I 500-tallet blev havnen i Efesos ødelagt af slam fra floden, og byens økonomiske betydning mindskedes hurtigt. Det nuværende Efesos er et valfartsmål for turister, der i første omgang besøger de antikke ruiner, teateret og biblioteket.

## Ekstern henvisning
37°56′23″N 27°20′55″Ø / 37.93972°N 27.34861°Ø